# Painters Forstal
Painters Forstal est un village du Kent, en Angleterre.